# McCaul Lombardi

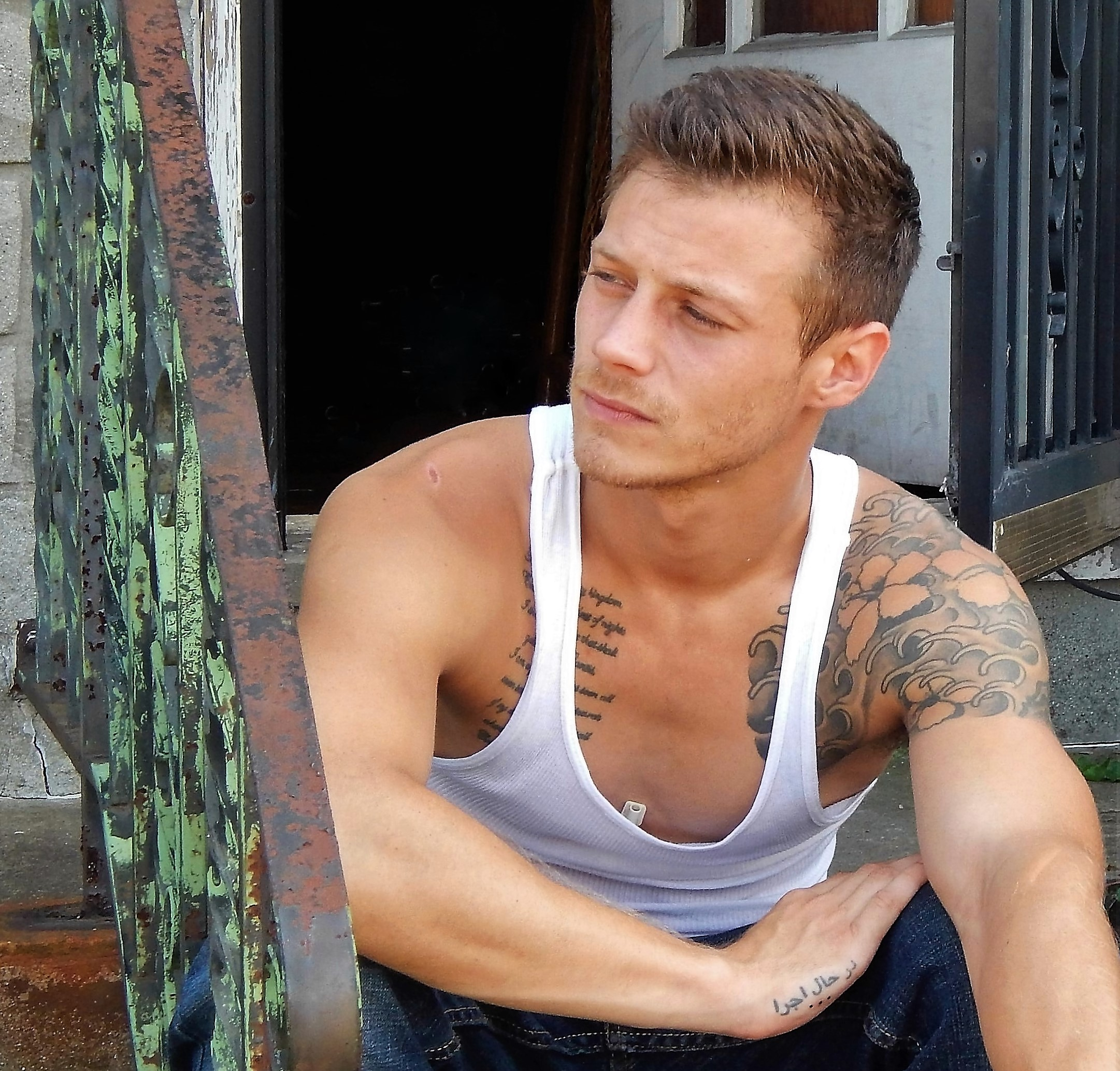
McCaul Lombardi bei den Dreharbeiten zu Sollers Point

McCaul Lombardi (* 20. Mai 1991 in Baltimore, Maryland) ist ein US-amerikanischer Filmschauspieler.

## Leben
McCaul Lombardi wurde 1991 in Baltimore, der größten Stadt im US-Bundesstaat Maryland geboren, wo er auch aufwuchs. Im Alter von 18 Jahren zog er nach Kalifornien, um in Los Angeles Schauspieler zu werden. Der Liebe wegen zog er aber bald wieder zurück. Bei einem Besuch seines Stiefbruders in New York wurde ein Fotograf auf ihn aufmerksam. Lombardi erhielt einen Modelvertrag und zog ebenfalls nach New York. Nach einem abermaligen Umzug nach Kalifornien, erhielt Lombardi schließlich erste Filmrollen.
Im Film American Honey von Andrea Arnold, der im Mai 2016 bei den Filmfestspielen in Cannes seine Premiere feierte, erhielt er eine der Hauptrollen und spielte Corey, einen der hedonistischen Jugendlichen. Es handelte sich dabei um Lombardis erste große Filmrolle. Es folgten Nebenrollen in We The Coyotes, Patti Cake$ und Port Authority.
In Sollers Point spielte er den jungen Straftäter Keith, der seine restliche Haftstrafe im Hausarrest mit elektronischen Fußfesseln verbringen darf und diese Zeit am Stadtrand von Baltimore mit seinem wortkargen Vaters verbringen muss, der von Jim Belushi verkörpert wird. Es folgte eine größere Rolle in dem LGBTQ-Drama Port Authority von Danielle Lessovitz, für das Lombardi gemeinsam mit Fionn Whitehead vor der Kamera stand.

## Filmografie (Auswahl)
- 2014: Mindless
- 2015: Killing Animals
- 2016: American Honey
- 2017: Patti Cake$ – Queen of Rap (Patti Cake$)
- 2017: Sollers Point
- 2018: Anywhere with You
- 2019: Port Authority
- 2022: The Inspection
- 2023: Deadland